# Cratichneumon albifrons
Cratichneumon albifrons là một loài tò vò trong họ Ichneumonidae.